# 31767 Jennimartin
31767 Jennimartin este o planetă minoră (asteroid), cu un diametru de 2,473 km, din centura de asteroizi. A fost descoperită pe 13 mai 1999 la Experimental Test Site⁠(d) de Lincoln Near-Earth Asteroid Research. 
Obiectul prezintă o orbită caracterizată de o semiaxă mare de 2,5365576 UAi, o excentricitate de 0,18, o înclinație de 5,91396 ° în raport cu ecliptica.